# Cubiceps
Cubiceps là một loài cá biển trong họ cá Nomeidae. Chúng thuộc nhóm cá biển khơi.

## Từ nguyên
Cubiceps có nguồn gốc từ tiếng Latinh cubus nghĩa là hình lập phương và hậu tố -ceps nghĩa là đầu.

## Các loài
Hiện tại 10 loài được công nhận trong chi này:
- Cubiceps baxteri McCulloch, 1923 (Black fathead)
- Cubiceps caeruleus Regan, 1914 (Blue fathead)
- Cubiceps capensis (A. Smith, 1845) (Cape fathead)
- Cubiceps gracilis (R. T. Lowe, 1843) (Driftfish)
- Cubiceps kotlyari Agafonova, 1988 (Kotlyar's cubehead)
- Cubiceps macrolepis Agafonova, 1988 (Large-scale cigarfish)
- Cubiceps nanus Agafonova, 1988 (Dwarf cigarfish)
- Cubiceps paradoxus J. L. Butler, 1979 (Longfin cigarfish)
- Cubiceps pauciradiatus Günther, 1872 (Longfin fathead)
- Cubiceps whiteleggii (Waite, 1894) (Shadow driftfish)